# Armigerous Clan
Ein Armigerous Clan ist ein schottischer Clan, eine schottische Familie oder ein schottischer Name, der oder die am Court of the Lord Lyon registriert ist, aber nicht durch einen Chief geführt wird bzw. wurde. Ein Armigerous Clan trägt ein Stammwappen, wird bzw. wurde aber nicht durch einen Chief geführt, der als solcher vom Lord Lyon anerkannt ist/war. Vor 1745 führte jeder Chief sein eigenes Wappen, aber nicht jedes ist im Public Register of All Arms and Bearings in Scotland (gegründet 1672) registriert.
In der schottischen Heraldik wurden Stammwappen nur von den Chiefs, Familienoberhäuptern, Familien oder Namensträgern geführt. In Schottland gilt ein Clan als „edle Gesellschaft“ und „Clan Chief“ ist ein Ehrentitel. Mit diesem Titel übertrug der Chief den edlen Status auf seinen Clan. Da Armigerous Clans keinen solchen Chief haben bzw. hatten, sind sie nicht als „edle Gesellschaft“ anerkannt und haben keinen gesetzlich anerkannten Status im schottischen Recht.